# Arsamosata
Arsamosata (en armenio Ashmushat o Shimshat) fue una ciudad de Armenia a orillas del río Éufrates. Fue fundada por el rey Arsames I de la dinastía oróntida.
Fue cabeza de un distrito militar desde el 395. Posesión persa hasta el 591, año en que fue devuelta al Imperio romano y en el que, con su comarca, la Anzitene y la Astiatene, se creó una nueva provincia denominada Armenia Cuarta. 
Cayó en poder de los musulmanes y fue asediada por los bizantinos en el 837. Hacia el 960 volvía a ser bizantina.
Ritter la identifica con Kharput, y D'Anville considera que fue anteriormente Tigranocerta.
- Datos: Q646120